# Лістинг-маркетинг
Лістинг-маркетинг (англ. «List» — список, «marketing» — в буквальному перекладі з англійської означає «робота на ринку», «ринкова діяльність») — це сукупність процесів просування та надання продукту або послуги покупцям за допомогою оголошень, а також управління взаємовідносинами з ними з вигодою для організації. У широкому сенсі завданням лістинг-маркетингу є визначення та задоволення інформаційних потреб покупця.
Найчастіше поняття лістинг-маркетинг використовують в тих сферах, де подаються оголошення. Для сегменту торгівлі в цілому існує загальне поняття трейд-маркетинг.

## Які завдання вирішує лістинг-маркетинг
Основне завдання лістинг-маркетингу — привернути якомога більшу увагу до товару (об'єкта). Для досягнення цієї мети проводиться дослідження, аналіз і оцінка потреб реальних і потенційних споживачів для того, щоб:
- Зацікавити покупця конкретним об'єктом;
- Максимально проінформувати про товар;
- Збільшити кількість потенційних покупців;
- Переконати покупця зробити покупку.

## Інструменти лістинг-маркетингу
Лістинг-маркетинг складається з двох невід'ємних частин :
- контент;
- інструментарій.

Якісний контент для об'єктів (товарів) досягається за допомогою :
- Копірайтингу (англ. Copywriting від copy — рукопис, текстовий матеріал + write — писати) — це написання текстів, які прямим або непрямим чином рекламують або популяризують товар, компанію, послугу.
- Візуального супроводу. Правильно зроблений і підібраний фото та відеоряд збільшує інтерес до об'єкту (товару).

Інструментарій для рекламування об'єкту (товару):
- Розміщення оголошення.
- Синдикація — це одночасне поширення інформації на різні сторінки або web-сайти, як правило, з використанням технології RSS.
- E-mail-розсилки — це інструмент інтернет-маркетингу, який дає змогу налагоджувати пряму комунікацію між продавцем і потенційними або існуючими клієнтами.
- Виведення оголошень в топ (англ. Top — «верх», «верхня частина») — числовий або порядковий показник, що відображає важливість або значимість певного об'єкта. Список об'єктів, що мають найбільший рейтинг, привертають більше уваги.

## Переваги лістинг-маркетингу
Маркетологи виділяють три основних переваги лістинг-маркетингу :
- 1. Якісні так недорогі «ліди» (потенційні клієнти, які тим чи іншим чином відреагували на маркетингову комунікацію);
- 2. Значне охоплення цільової аудиторії. Весь інструментарій використовується тільки на спеціалізованих майданчиках;
- 3. Індивідуальний підхід до кожного об'єкта (товару).